# الكسندر لونغ
الكسندر لونغ (بالإنجليزية: Alexander Long)‏ هو ناشط سلام ومحامي وسياسي أمريكي، ولد في 24 ديسمبر 1816 في الولايات المتحدة، وتوفي في 28 نوفمبر 1886 في سينسيناتي في الولايات المتحدة. حزبياً، نشط في الحزب الديمقراطي. وقد انتخب عضو مجلس نواب أوهايو وانتخب عضو مجلس النواب الأمريكي.